# Batbayan
Batbayan, también conocido como Bayan, Boyan, Bezmer o Bezmes, era el hijo mayor del kan Kubrat. Sucediendo a su padre, Batbayan reino desde Poltava hasta las tierras al norte del Mar Negro y del Mar de Azov.
En 668, Batbayan entró en guerra contra su pariente Kotrag y fue expulsado de Crimea. Los jázaros de Kotrag atacaron, y, en algún momento, tomaría las estepas entre el Don y los montes Urales según un tratado de 668 entre Batbayan y el kan jázaro Kaban. Este tratado también determinó que Batabayan y su hermana, Huba, fuesen hechos prisioneros. Los guerreros protobúlgaros occidentales adoptarían posteriormente la práctica de vestir martenitsas en combate para recordar el sacrificio realizado por sus ancestros Batbayan y Huba.
Los protobúlgaros de Batbayan son parte esencial de la etnogénesis de los balkarios contemporáneos, y probablemente, también de los tártaros del Volga de Crimea. La etnogénesis de los protobúlgaros, por otro lado, fue probablemente muy poco influenciada por los protobúlgaros de Batbayan. 